# Westphalia (Michigan)
Westphalia ist ein Village in Michigan. Der Ort wurde 1836 von einer Gruppe deutscher Katholiken aus dem Sauerland unter der Leitung des späteren katholischen Generalvikars von Chicago, Anton Kopp, gegründet. Die Volkszählung von 2020 ergab 924 Einwohner.

## Lage
Der Ort liegt im Clinton County des US-Bundesstaates Michigan und 20 Meilen nordwestlich von Lansing, der Hauptstadt von Michigan.

### Einwohnerentwicklung
- 1930 1.249
- 1940 1.297
- 1950 1.417
- 1960 1.581
- 1970 2.139
- 1980 2.350
- 2020    924

## Supervisors of Westphalia Township
1. Antony Kopp         1839–1840
2. John C. Dunnebacke  1840–1841
3. Joseph Platte       1841–1842
4. Antony Kopp         1842–1843
5. M. McVeigh          1843–1844
6. Moses Bartow        1844–1845
7. William F. Dutton   1845–1846
8. Moses Bartow Jr.    1846–1852
9. William T. Plowman  1852–1854
10. Moses Bartow Jr.    1854–1860
11. Joseph Bohr         1860–1861
12. Moses Bartow        1862–1863
13. Joseph Bohr         1864–1865
14. Moses Bartow        1865–1868
15. J. P. Junker        1869–1872
16. J. H. Fedewa        1873–1874
17. Moses Bartow        1875–1876
18. J. H. Fedewa        1877–1878
19. William Smith       1879–1880
20. Frank Noeker        1881–1882
21. Peter Petsch        1883–1889
22. Joseph R. Bohr      1890–1891
23. Peter Petsch        1892–1894
24. Josef R. Bohr       1895–1897
25. Theodor Bengel      1898–1904
26. Fred Belen          1904–1905
27. William Smith       1905–1914
28. Peter Trierweiler   1914–1928
29. Eberhard Miller     1928–1935
30. George P. Thelen    1935–1959
31. Walter L. Thelen    1959–1974
32. Francis Trierweiler 1974 -

## Village President
1. Aloysius Droste     1946–1957
2. Greogor Thelen      1957–1966
3. Elvan Pohl          1966–1971
4. John Lehman         1971–1984
5. Fred Martin         1984-